# (35395) 1997 XM10
1997 أكس أم 10 (ويعرف أيضًا باسم (35395) 1997 أكس أم 10 وفق تسمية الكوكب الصغير) (بالإنجليزية: 1997 XM10)‏ هو كويكب ضمن حزام الكويكبات؛ وترتيبه 35395 من حيث الاكتشاف.
اكتُشف هذا الجُرم الفلكي بواسطة تاكيشي أوراتا ‏ في 4 ديسمبر 1997.

## وصلات خارجية
- (35395) 1997 XM10 في قاعدة بيانات مختبر الدفع النفاث لأجرام النظام الشمسي الصغيرة

- الاكتشاف · مخطط المدار ·  العناصر المدارية · المعلمات المادية

- (35395) 1997 XM10 على موقع ويكي سكاي: DSS2, SDSS, GALEX, IRAS, Hydrogen α, X-Ray, Astrophoto, Sky Map, Articles and images